# Burning Japan Live 1999
Burning Japan Liva 1999, to album szwedzkiego zespołu muzycznego Arch Enemy. Początkowo wydany tylko w Japonii, później re-edytowany na całym świecie na żadanie fanów.

## Lista utworów
| Nr  | Tytuł utworu                   | Długość |
| --- | ------------------------------ | ------- |
| 1.  | „Immortal”                     | 3:48    |
| 2.  | „Dark Insanity”                | 3:43    |
| 3.  | „Dead Inside”                  | 4:16    |
| 4.  | „Diva Satanica”                | 4:11    |
| 5.  | „Pilgrim”                      | 4:40    |
| 6.  | „Silverwing”                   | 4:14    |
| 7.  | „Beast of Man”                 | 3:33    |
| 8.  | „Bass Intro/Tears of the Dead” | 6:10    |
| 9.  | „Bridge of Destiny”            | 5:27    |
| 10. | „Transmigration Macabre”       | 4:13    |
| 11. | „Angelclaw”                    | 7:00    |
|     |                                | 51:15   |

## Twórcy
- Johan Liiva − wokal
- Michael Amott − gitara
- Christopher Amott − gitara
- Sharlee D’Angelo − gitara basowa
- Daniel Erlandsson − perkusja

## Pozycje na listach
| Lista  | Kraj    | Pozycja |
| ------ | ------- | ------- |
| Oricon | Japonia | 94      |